# Knjiga o klimi
Knjiga o klimi je knjiga na temu klimatskih promjena koju je napisala Greta Thunberg u suradnji s mnogim znanstvenicima i znanstvenim novinarima. Engleski izvornik i prijevodi na jezike kao što su njemački, nizozemski, španjolski, portugalski, francuski, talijanski, švedski, danski i norveški objavljeni su gotovo istovremeno u listopadu 2022.

## Sadržaj
Knjiga je podijeljena u pet dijelova. Ukupno je knjizi doprinijelo više od 100 stručnjaka iz brojnih disciplina kao što su geofizika, meteorologija, inženjerstvo, matematika, povijest, te neki domorodački vođe. Pojedinačni doprinosi grupirani su u veće odjeljke s Thunberginim uvodima. To su:
1. Kako funkcionira klima?
2. Kako se naš planet mijenja?
3. Kako to utječe na nas?
4. Što smo učinili o tom pitanju?
5. Što sada moramo učiniti?